# Эффект Дюфура
Эффект Дюфура (термодиффузионный эффект), или Дюфора — явление возникновения разности температур в многофазной системе (смеси) вследствие разности концентраций компонент смеси (фаз). Назван в честь швейцарского физика Л. Дюфура (фр. L. Dufour), в 1872 или 1873 году впервые наблюдавшего эффект. Данный эффект обратен эффекту термодиффузии (эффекту Соре).
В газах (например, смесь азота с водородом) эффект достигает нескольких градусов Цельсия, в жидкостях — меньше тысячных градуса.
При постоянном давлении тепловой поток {\displaystyle {\vec {J}}_{q}}, возникающий из-за градиента концентрации {\displaystyle \nabla c_{1}} и температуры {\displaystyle \nabla T}, равен:
{\displaystyle {\vec {J}}_{q}=-\lambda \nabla T-\rho _{1}T\mu _{11}^{c}D''\nabla c_{1}.}
Здесь {\displaystyle \lambda } — коэффициент теплопроводности, {\displaystyle D''} — коэффициент Дюфура, {\displaystyle \rho _{1}} — плотность первого компонента, {\displaystyle \mu _{11}=\left({\frac {d\mu _{1}}{dc_{1}}}\right)_{T}}, {\displaystyle \mu _{1}} — химический потенциал первого компонента.
Кроме потока тепла, возникает также и поток массы (диффузия):
{\displaystyle {\vec {J}}_{1}=-\rho c_{1}c_{2}D'\nabla T-\rho D\nabla c_{1},}
где {\displaystyle D'} — коэффициент термодиффузии, D — коэффициент диффузии.
Согласно теореме Онсагера, коэффициенты Дюфура и термодиффузии равны: {\displaystyle D''=D'} (соотношения Онсагера).
Задача Гретца — модельная задача о конвекции бинарной смеси в трубе с учётом эффекта Соре и эффекта Дюфура.

## История изучения
Впервые наблюдался Л. Дюфуром (L. Dufour) в 1872 или 1873 году, далее исследовался К. Клузиусом (К. Сlusius) и Л. Вальдманом (L. Waldmann) в 1942—49.

## Комментарии
1. ↑  Известны учебники[2][3], в которых термодиффузионный эффект ошибочно назван «эффектом Дюрера».